# 龚武生
龚武生（1956年8月—），男，湖南新田人，中华人民共和国政治人物。零陵师范专科学校物理科毕业，中共湖南省委党校经济管理专业、中国社会科学院研究生院国际贸易专业硕士研究生。

## 生平
1981年3月加入中国共产党。历任中共双牌县委常委、纪委书记；道县县委常委、纪委书记，县委副书记、书记；永州市委常委、秘书长、市委副书记等职。2005年12月任永州市代市长，2006年2月正式当选市长。2011年12月改任中共娄底市委书记。2016年3月卸任中共娄底市委书记职务，由原任娄底市市长的李荐国继任。之後曾擔任湖南省委副秘书长、省人大农业与农村委员会副主任委员。

### 落马
2020年5月9日，湖南省紀委監委宣布龔武生涉嫌嚴重違紀違法，正在接受紀律審查和監察調查。龚武生涉嫌参和“娄底市第一人民医院”社会资本化风波。11月2日，遭到湖南省纪委开除党籍，并将其涉嫌受贿犯罪问题移送检察机关依法审查起诉。至此，道县有四位县委书记龚武生、高建华、易光明、唐湘林先后落马。
2023年1月7日在央视一套播出的电视专题片《永远吹冲锋号》第一集《第二个答案》，详细披露了龚武生案的细节。据介绍，2013年，龚武生向娄底市中心医院时任院长肖扬打招呼，帮助和自己关系密切的老板陈军江拿到了药品配送业务，背后收受了陈军江300万元贿赂。